# Partido Campana
Campana ist ein Partido im Norden der Provinz Buenos Aires in Argentinien. Laut einer Schätzung von 2019 hat der Partido 104.566 Einwohner auf 982 km². Der Verwaltungssitz ist die Stadt Campana. Campana ist eine bedeutende Industrieregion.

## Orte
Campana ist in 4 Ortschaften und Städte, sogenannte Localidades, unterteilt.
- Campana (Verwaltungssitz)
- Alto Los Cardales
- Lomas del Río Luján
- Ingeniero Rómulo Otamendi